# Hysteropterum pooti
Hysteropterum pooti är en insektsart som beskrevs av Dlabola 1989. Hysteropterum pooti ingår i släktet Hysteropterum och familjen sköldstritar.
Artens utbredningsområde är Spanien. Inga underarter finns listade i Catalogue of Life.